# NGC 2003
NGC 2003 је расејано звездано јато у сазвежђу Златна риба које се налази на NGC листи објеката дубоког неба.
Деклинација објекта је - 66° 27' 59" а ректасцензија 5h 30m 54,4s. Привидна величина (магнитуда) објекта NGC 2003 износи 11,3. NGC 2003 је још познат и под ознакама ESO 86-SC6.